# Chińskie Tajpej na Letnich Igrzyskach Olimpijskich 1988
Chińskie Tajpej na Letnich Igrzyskach Olimpijskich 1988 reprezentowało 61 zawodników: 43 mężczyzn i 18 kobiety. Był to 7. start reprezentacji Tajpej na letnich igrzyskach olimpijskich.

## Skład kadry

### Judo
Kobiety
- Sheu Tsay-chwan – waga ekstralekka – 5. miejsce
- Wu Po-chen – waga półlekka – 20. miejsce
- Ju Hsiang-hung – waga lekka – 19. miejsce
- Tsay Yow-tayn – waga półśrednia – 20. miejsce
- Chiu Heng-an – waga średnia – 7. miejsce

### Boks
Kobiety
- Liu Hsin-hung – waga ekstralekka – 17. miejsce
- Lu Chih-hsiung – waga piórkowa – 17. miejsce

### Gimnastyka
Mężczyźni
- Chang Chao-chun

Wielobój – 83. miejsce
Ćwiczenia na podłodze – 82. miejsce
Skok – 73. miejsce
Poręcz – 84. miejsce
Drążek – 83. miejsce
Kółka – 85. miejsce
Koń z łęgami – 84. miejsce

### Kolarstwo
Mężczyźni
- Hsu Jui-te

Wyścig indywidualny ze startu wspólnego – nie ukończył
Wyścig na punkty – 21. miejsce
- Lee Fu-hsiang

Sprint – odpadł w drugiej rundzie
Wyścig na czas, 1000 m – 22. miejsce
Kobiety
- Yang Hsiu-chen

Wyścig indywidualny ze startu wspólnego – nie ukończyła
Sprint – 8. miejsce

### Lekkoatletyka
Mężczyźni
- Cheng Hsin-fu – 100 metrów – odpadł w ćwierćfinałach
- Lee Shiunn-long

100 metrów – odpadł w eliminacjach
200 metrów – odpadł w ćwierćfinałach
- Lin Kuang-liang

400 metrów – odpadł w eliminacjach
800 metrów – odpadł w eliminacjach
- Wu Chin-jing – 110 metrów przez płotki – odpadł w ćwierćfinałach
- Cheng Hsin-fu, Lee Shiunn-long, Nai Hui-fang, Wu Chin-jing – 4 × 100 metrów – odpadli w eliminacjach
- Nai Hui-fang

Skok w dal – 27. miejsce
Trójskok – 27. miejsce
- Lee Fu-an – dziesięciobój – 25. miejsce

Kobiety
- Chen Ya-li

100 metrów – odpadła w eliminacjach
200 metrów – odpadła w eliminacjach
- Chen Wen-xing

100 metrów przez płotki – odpadła w eliminacjach
400 metrów przez płotki – odpadła w eliminacjach
- Chang Feng-hua, Chen Wen-xing, Chen Ya-li, Wang Shu-hua – 4 × 100 metrów – odpadły w eliminacjach
- Su Chun-yueh – skok wzwyż – 23. miejsce
- Wang Shu-hua – skok w dal – 25. miejsce
- Hsu Huei-ying – siedmiobój – 23. miejsce

### Łucznictwo
Mężczyźni
- Hu Pei-wen – indywidualnie – 31. miejsce
- Yen Man-sung – indywidualnie – 42. miejsce
- Chiu Ping-kun – indywidualnie – 45. miejsce
- Hu Pei-wen, Yen Man-sung, Chiu Ping-kun – drużynowo – 7. miejsce

Kobiety
- Lai Fang-mei – indywidualnie – 12. miejsce
- Liu Pi-yu – indywidualnie – 15. miejsce
- Chin Chiu-yueh – indywidualnie – 27. miejsce
- Lai Fang-mei, Liu Pi-yu, Chin Chiu-yueh – drużynowo – 11. miejsce

### Pięciobój nowoczesny
Mężczyźni
- Li King-ho – 43. miejsce
- Chuang Tang-fa – 53. miejsce

### Pływanie
Mężczyźni
- Chiang Chi-li

50 metrów st. dowolnym – 51. miejsce
100 metrów st. dowolnym – 63. miejsce
200 metrów st. zmiennym – 51. miejsce
- Wu Ming-hsun

200 metrów st. dowolnym – 55. miejsce
400 metrów st. dowolnym – 40. miejsce
1500 metrów st. dowolnym – 33. miejsce
- Tsai Hsin-yen

100 metrów st. klasycznym – 24. miejsce
200 metrów st. klasycznym – 33. miejsce
200 metrów st. zmiennym – 49. miejsce
- Wang Chi

50 metrów st. dowolnym – 41. miejsce
100 metrów st. dowolnym – 47. miejsce
100 metrów st. grzbietowym – 32. miejsce
100 metrów st. grzbietowym – 31. miejsce
- Sabrina Lum

50 metrów st. dowolnym – 42. miejsce
100 metrów st. dowolnym – 48. miejsce
- Chang Hui-chien

200 metrów st. dowolnym – 38. miejsce
100 metrów st. motylkowym – 32. miejsce
200 metrów st. motylkowym – 26. miejsce
200 metrów st. zmiennym – 27. miejsce
- Seto Car-wai

100 metrów st. klasycznym – 32. miejsce
200 metrów st. klasycznym – 35. miejsce
200 metrów st. zmiennym – 28. miejsce
- Kim Chen

100 metrów st. klasycznym – 39. miejsce
200 metrów st. klasycznym – 41. miejsce
200 metrów st. zmiennym – 33. miejsce
400 metrów st. zmiennym – 30. miejsce
- Wang Chi, Sabrina Lum, Seto Car-wai, Chang Hui-chien – 4 × 100 metrów st. dowolnym – 15. miejsce
- Wang Chi, Seto Car-wai, Kim Chen, Seto Car-wai – 4 × 100 metrów st. zmiennym – 16. miejsce

### Podnoszenie ciężarów
Mężczyźni
- Chiang Ming-hsiung – waga musza – 17. miejsce
- Chung Yung-chi – waga musza – niesklasyfikowany
- Liao Hsing-chou – waga kogucia – 15. miejsce
- Tsai Wen-yee – waga kogucia – niesklasyfikowany
- Chang Shun-chien – waga lekka – niesklasyfikowany
- Cheng Chia-tso – waga lekkociężka – 12. miejsce
- Liao Chin-ming – waga ciężka – 15. miejsce

### Strzelectwo
Mężczyźni
- Tu Tsai-hsing

Karabin pneumatyczny, 10 m – 29. miejsce
Pistolet, 50 m – 19. miejsce
- Tsai Pai-sheng – skeet – 44. miejsce

Kobiety
- Liou Yuh-ju – karabin pneumatyczny, 10 m – 39. miejsce

### Szermierka
Mężczyźni
- Wang San-tsai

Floret – 50. miejsce
Szpada – 73. miejsce
- Yan Wing-shean

Floret – 63. miejsce
Szabla – 39. miejsce

### Tenis stołowy
Mężczyźni
- Huang Huei-chieh – indywidualnie – 17. miejsce
- Wu Wen-chia – indywidualnie – 25. miejsce
- Chih Chin-long – indywidualnie – 33. miejsce
- Huang Huei-chieh, Wu Wen-chia – drużynowo – 9. miejsce
- Chih Chin-long, Chih Chin-shui – drużynowo – 13. miejsce

Kobiety
- Chang Hsiu-yu – indywidualnie – 17. miejsce
- Lin Li-ju – indywidualnie – 17. miejsce
- Lin Li-ju, Chang Hsiu-yu – drużynowo – 9. miejsce

### Zapasy
Mężczyźni
- Hour Jiunn-yih – waga ekstralekka, styl wolny – niesklasyfikowany
- Lo Chao-cheng – waga musza, styl wolny – niesklasyfikowany
- Huang Chien-lung – waga piórkowa, styl wolny – niesklasyfikowany
- Chi Man-hsien – waga średnia, styl wolny – niesklasyfikowany